# Богараш (Північно-Банатський округ, Воєводина)
Богараш (серб. Богараш, угор. Felsőhegy) — село в Сербії, належить до общини Сента Північно-Банатського округу в багатоетнічному, автономному краю Воєводина. Розташоване в історико-географічній області Банат. 

## Населення
Населення села становить 724 особи (2002, перепис), з них:
- мадяри — 580 — 80,11 %;
- цигани — 90 — 12,43 %;

Решту жителів  — з десяток різних етносів, зокрема: хорвати, чорногорці, німці і кілька русинів-українців.